# Francisco Sarabia nemzetközi repülőtér
A Francisco Sarabia nemzetközi repülőtér (spanyolul: Aeropuerto Internacional Francisco Sarabia, IATA-kódja: TRC, ICAO-kódja: MMTC) a mexikói Torreón nemzetközi repülőtere, amelyet a Grupo Aeroportuario Centro Norte (OMA) üzemeltet. Főleg belföldi forgalomra használják: 2016-ban belföldi utasszáma megközelítette a 600 000-et, míg nemzetközi forgalma alig volt több 50 000 főnél. Névadója az a Francisco Sarabia pilóta, aki sokat tett Mexikó légiközlekedésének fejlesztéséért, valamint 1939-ben egy repülési rekordot is megdöntött.

## Története
A repülőteret hivatalosan 1946-ban nyitották meg, az első járatok a LAMSA-hoz (Líneas Aéreas Mexicanas) tartoztak, és Ciudad Juárezt és Mexikóvárost kötötték össze Torreónnal. Az ekkor használt repülők típusa főként DC–3 volt, a repülőtér pedig egy egyszerű épülettel és egy irányítótoronnyal rendelkezett. A környék lakói, főként a fiatalok sokszor csoportokba gyűlve figyelték, ahogy a repülők fel-le szállnak. Köztük volt egy Cliserio Reyes Guerrero nevű fiatal is, akinek nagy vágya volt, hogy repülhessen, ezért 1950. október 8-án titokban felkapaszkodott egy 23:30-kor Mexikóvárosba induló gép hátsó szárnyára. A gép fel is szállt, de egy idő után a pilóta szokatlan rezgésekre lett figyelmes, ezért visszatért a torreóni repülőtérre, ahol végül megtalálták a potyautast, akit börtönbe vittek. A következő napokban azonban a médiának köszönhetően országos hírnévre tett szert, és többen, állítólag híres emberek is, pénzadománnyal támogatták, hogy elvégezhessen egy pilótaképző iskolát.
Nagy feltűnést keltett a városban, amikor 1954 júniusában Arizonából egy sugárhajtású repülőgép érkezett a repülőtérre.

## Utasforgalom
A repülőtér forgalmának nagy részét a belföldi utazások teszik ki. Az utasszám jelentős ingadozást mutat, de tendenciája növekvő.
| Év   | Belföldi utasszám | Nemzetközi utasszám | Összesen |
| ---- | ----------------- | ------------------- | -------- |
| 2000 | 343 519           | 37 499              | 381 018  |
| 2001 | 315 195           | 40 302              | 355 497  |
| 2002 | 293 554           | 40 340              | 333 894  |
| 2003 | 296 642           | 36 524              | 333 166  |
| 2004 | 313 540           | 47 860              | 361 400  |
| 2005 | 310 243           | 64 316              | 374 559  |
| 2006 | 336 224           | 73 900              | 410 124  |
| 2007 | 441 553           | 80 742              | 522 295  |
| 2008 | 404 066           | 77 199              | 481 265  |
| 2009 | 341 265           | 53 112              | 394 377  |
| 2010 | 286 765           | 51 238              | 338 003  |
| 2011 | 324 268           | 51 401              | 375 669  |
| 2012 | 353 801           | 61 443              | 415 244  |
| 2013 | 411 952           | 55 446              | 467 398  |
| 2014 | 469 629           | 54 154              | 523 783  |
| 2015 | 502 142           | 54 307              | 556 449  |
| 2016 | 592 140           | 54 758              | 646 898  |
| 2017 | 564 256           | 54 674              | 618 930  |

## Légitársaságok és úticélok
A repülőtérről egyetlen városba indulnak nemzetközi járatok: a texasi Dallasba. A belföldi célpontok között megtalálható Mexikóváros, Monterrey, Guadalajara, Mazatlán, Chihuahua, Tijuana és Santiago de Querétaro is.
2023-ban a Francisco Sarabia nemzetközi repülőtérről az alábbi járatok indulnak:

### Személy
| Légitársaság       | Célállomások                                                            |
| ------------------ | ----------------------------------------------------------------------- |
| Aeroméxico         | Mexikóváros                                                             |
| Aeroméxico Connect | Mexikóváros                                                             |
| American Eagle     | Dallas/Fort Worth                                                       |
| TAR Aerolineas     | Ciudad Juárez, Querétaro                                                |
| Viva Aerobus       | Cancún, Mexikóváros, San Antonio (2024 június 1-től), San José del Cabo |
| Volaris            | Guadalajara, León/El Bajío, Tijuana                                     |

### Áruszállítás
| Légitársaság  | Célállomások                                 |
| ------------- | -------------------------------------------- |
| Aeronaves TSM | Culiacán, Querétaro                          |
| TUM AeroCarga | Chihuahua, Ciudad Juárez, Toluca/Mexikóváros |